# Inbal Segev
Inbal Segev (hebräisch ענבל שגב) ist eine US-amerikanische Cellistin israelischer Herkunft.

## Leben
Segev begann im Alter von fünf Jahren Cello zu spielen und trat achtjährig als musikalisches Wunderkind vor dem israelischen Staatspräsidenten auf. Als sie sechzehn Jahre alt war, wurde sie von Isaac Stern in die Vereinigten Staaten eingeladen und studierte dort an der Juilliard School und an der Yale University bei Aldo Parisot, Joel Krosnick Harvey Shapiro und Bernard Greenhouse, einem Mitbegründer des Beaux Arts Trio. Achtzehnjährig debütierte sie 1991 als Solistin mit den Berliner Philharmonikern und dem Israel Philharmonic Orchestra unter der Leitung von Zubin Mehta.
In der Folgezeit hatte sie Auftritte in großen Konzerthäusern in den Vereinigten Staaten und Südamerika, nahm an Musikfestivals in Europa und Israel teil und tourte mit der Chamber Music Society des Lincoln Center durch Spanien und Kolumbien. Sie ist Gründungsmitglied des Amerigo Trio und trat mit Musikern wie Emanuel Ax, Jeremy Denk, Gilbert Kalish, Anthony McGill, Anne Akiko Meyers, Juho Pohjonen, Jason Vieaux und dem Vogler-Quartett sowie ihren regelmäßigen Recitalpartner Juho Pohjonen auf. Mit Tian Jiang und Alon Goldstein unternahm sie Recital-Touren durch China.
Bekannt wurde Segev besonders mit Uraufführungen von Werken zeitgenössischer amerikanischer und israelischer Komponisten. So spielte sie neben der Weltpremiere von Arthur Sullivans posthum rekonstruiertem Cellokonzert die Uraufführung von David Bakers Cellokonzert, David Israels Dance Suite für Cello solo (1995), Max Schubels Concerto for Cello and Horn (2001), Paola Prestinis Oceano (2002), Ronn Yedidias String Trio (mit dem Amerigo Trio, 2010), Avner Dormans Cellokonzert (2012), Maximo Flugelmans Cellokonzert (2012), Lucas Richmans Declaration (2015), Gity Razaz’ Multimediastück Legend of Sigh (2015), Dan Viscontis Cello Concerto (2017), Timo Andres’ Upstate Obscura (2018) und Anna Clynes DANCE (2019).
Neben vielen der genannten Werke nahm sie unter anderem auch Cellosonaten von Ludwig van Beethoven und Luigi Boccherini (mit Richard Bishop, 2000), Max Sterns Bedouin Impressions (2000), Kammermusik von Paul Ben-Haim (2003), Kammermusik (mit Fernando Otero and friends, 2009), Serenaden von Ernst von Dohnányi (mit dem Amerigo Trio, 2011) und Robert Schumanns Phantasiestücke nebst Sonaten von Fryderyk Chopin und Edvard Grieg (mit Juho Puhjonen, 2018) auf CD auf. Im Film Bee Season (mit Richard Gere und Juliette Binoche) spielte sie Musik des Soundtracks von Peter Nashe. Mit Dahong Seetoo produzierte sie eine Aufnahme der Suiten für Cello solo von Johann Sebastian Bach, die 2015 bei Vox Classic gesendet wurde.

## Weblink
- Website von Inbal Segev